# Friedrich August von Stache

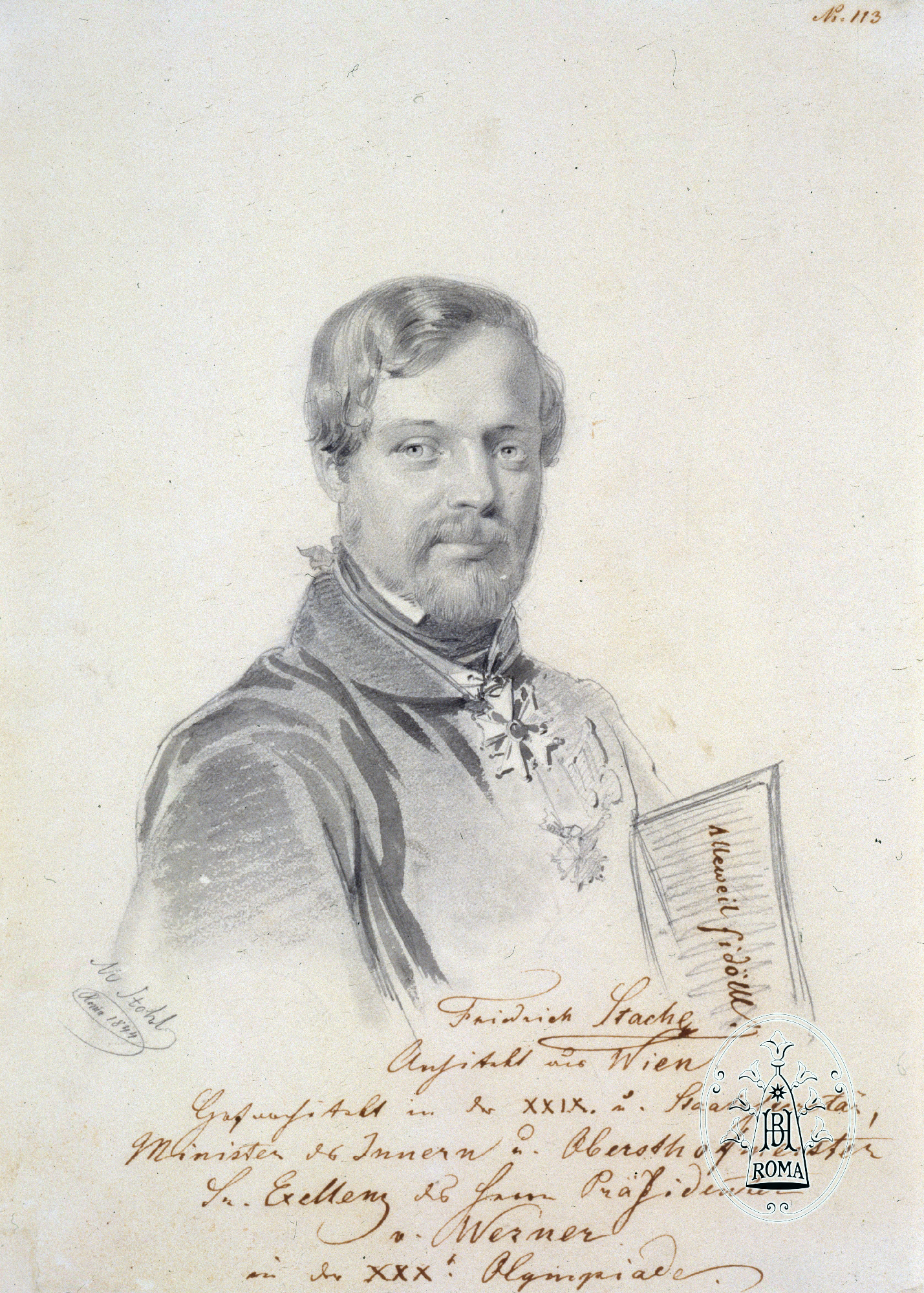
Friedrich August Ritter von Stache, gezeichnet von Michael Stohl, Rom 1844

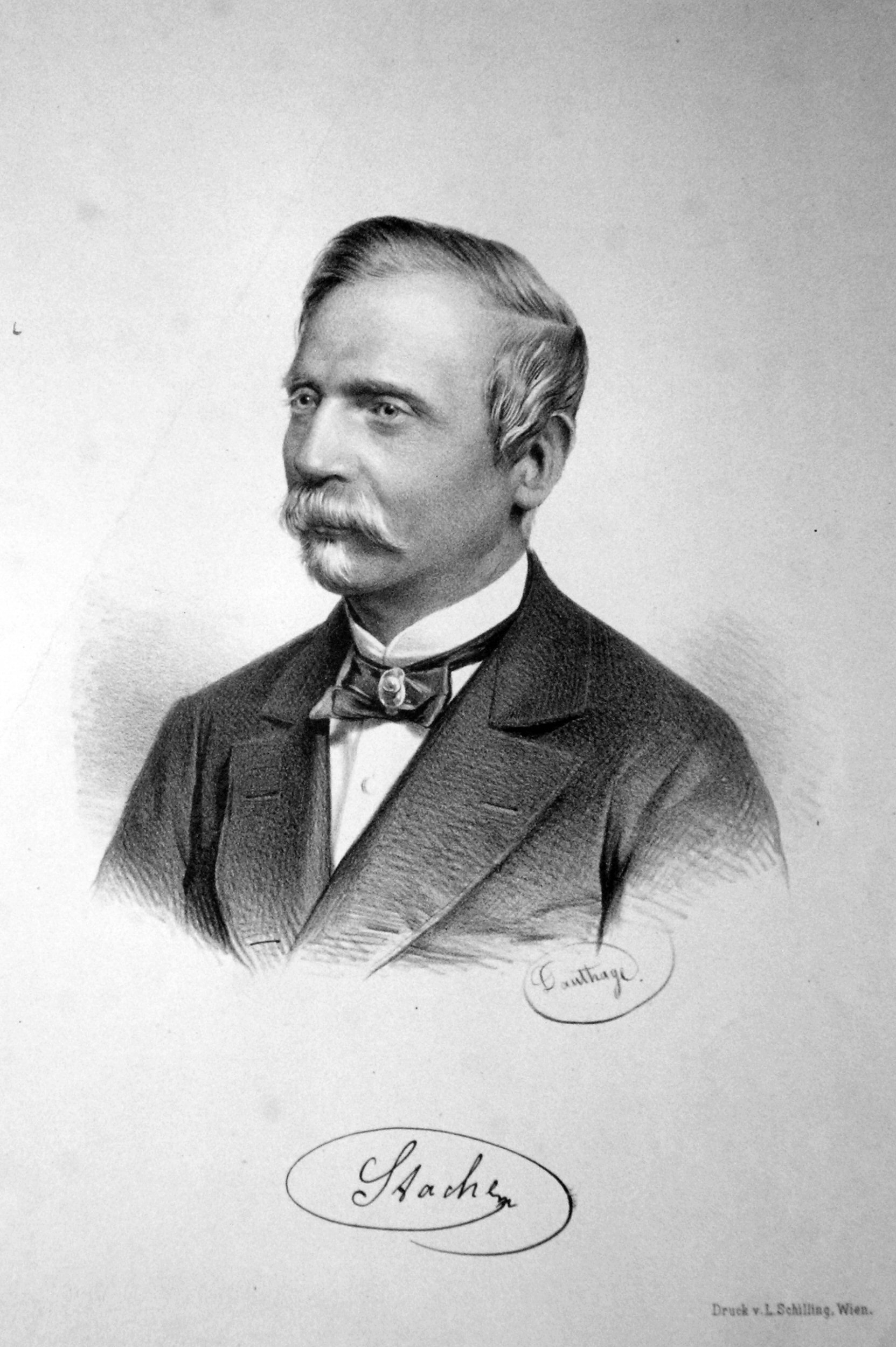
Friedrich August von Stache, Lithographie von Adolf Dauthage

Friedrich August Ritter von Stache (* 30. Juli 1814 in Wien; † 17. Juni 1895 in Graz) war ein österreichischer Architekt des Historismus.

## Leben
Stache besuchte das Polytechnikum und die Akademie der bildenden Künste Wien. Anschließend bereiste er von 1836 bis 1839 Italien. Wieder in Wien, wurde Stache Architekt des Fürsten Kinsky. Eines seiner frühesten Werke war der Umbau des Seitzerhofes (1838–40), für den er eine Einkaufspassage entwarf. Eine Mosaikkopie des Gemäldes Das letzte Abendmahl von Leonardo da Vinci in der Wiener Minoritenkirche wurde durch Stache aufgestellt. 1858 unterbreitete er nach einer Ausschreibung einen Stadterweiterungsplan für Wien, für den er einen ersten Preis erhielt. Besondere Verdienste erwarb er sich bei der Gründung des Künstlerhauses, dessen Präsident er 1862/63 war und dessen Ehrenmitglied er 1866 wurde. Er setzte sich für ein eigenes Gebäude für die Künstlerhausgesellschaft ein. 1865 erbaute Stache die alte Großmarkthalle in der Vorderen Zollamtsstraße 17. Aus gesundheitlichen Gründen ging Stache 1868 nach Graz, wo er bis zu seinem Lebensende blieb.
Stache war der Onkel des bekannten Architekten Heinrich von Ferstel. Dieser arbeitete zu Beginn in dessen Atelier mit. Gemeinsam entwarfen sie ein Konkurrenzprojekt zur Breitenfelder Kirche (1852) und führten den Marienaltar für die Barbarakapelle des Stephansdoms aus.
Stache war Oberbaurat. Er erhielt die Goldene Füger-Medaille, den Franz-Joseph-Orden und den Orden der Eisernen Krone. 1898 wurde in Wien-Meidling die Stachegasse nach ihm benannt.